# Desmiphora picta
Desmiphora picta är en skalbaggsart som beskrevs av Stefan von Breuning 1943. Desmiphora picta ingår i släktet Desmiphora och familjen långhorningar. Inga underarter finns listade i Catalogue of Life.